# Zeeman (cràter)
Zeeman és un cràter d'impacte de la Lluna, prop del pol sud. No és directament visible des de la Terra. A nord-oest de Zeeman es troba el cràter Numerov, i a sud-est es troba el cràter Ashbrook.

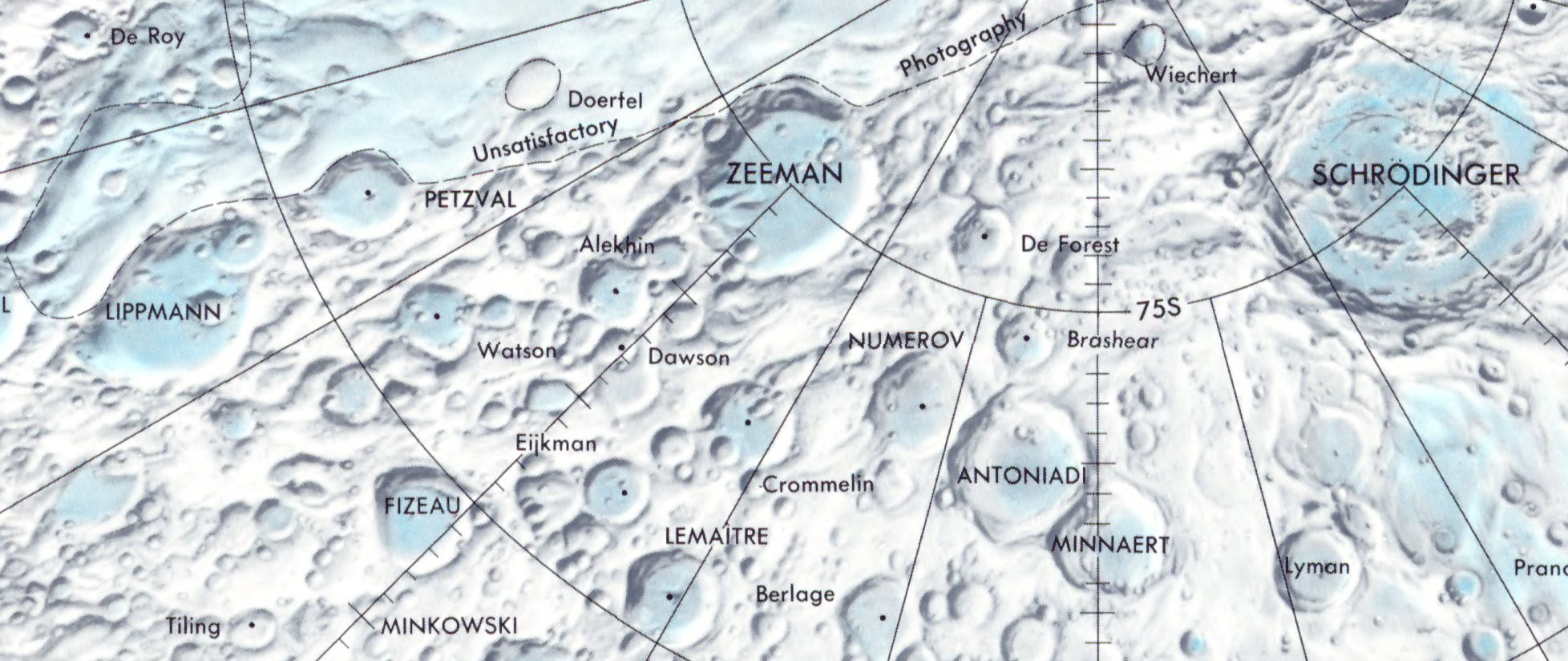
Localització de Zeeman (centre de la meitat superior de la imatge)
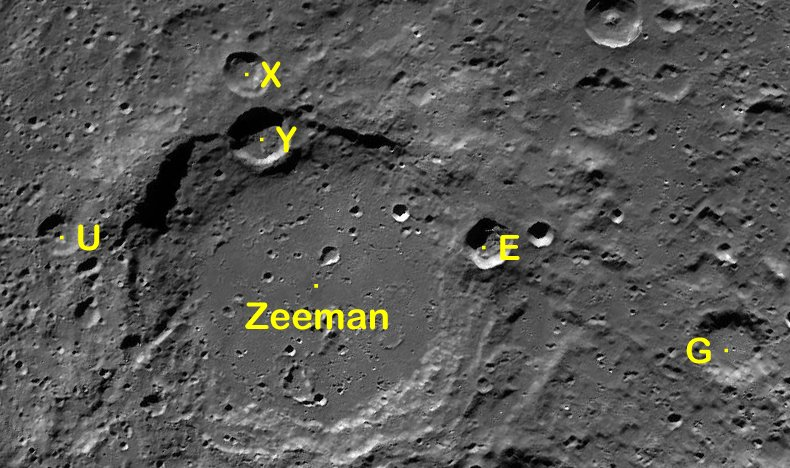
Cràters satèl·lits

La vora exterior de Zeeman està erosionada de forma una mica irregular, amb una considerable variació en l'ample dels talussos interiors. El cràter Zeeman I jeu sobre la paret nord, arribant gairebé fins a arribar al sòl interior, relativament pla. En la vora occidental apareix un petit cràter que s'uneix a una esquerda que discorre cap a l'interior de Zeeman. La superfície interior està marcada per molts petits cràters i impactes desgastats que han erosionat el cràter. Presenta una baixa elevació central, desplaçada cap al sud-est del punt mig interior.

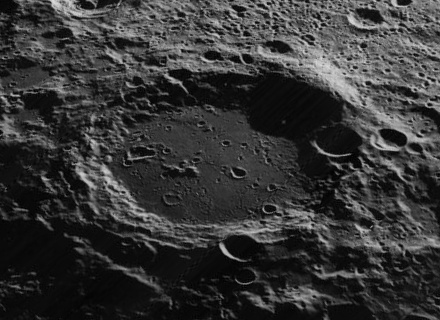
Imatge obliqua de la missió Lunar Orbiter 5, mirant cap a l'oest
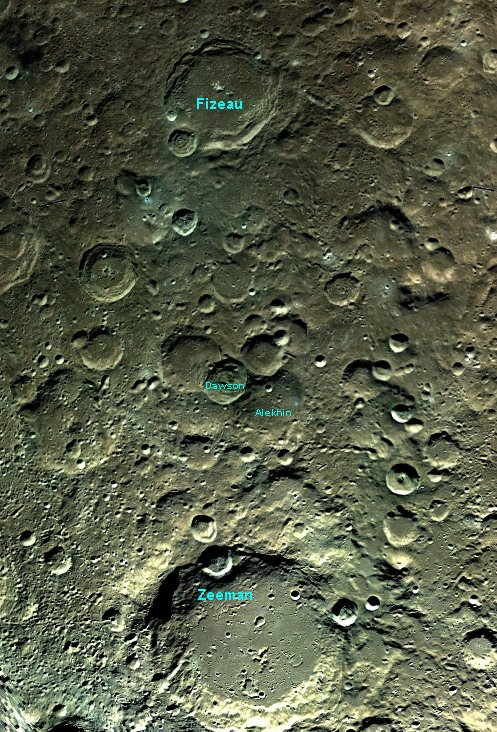
Rodalies de Zeeman (en la zona inferior de la imatge)

Un massís inusual (oficialment) sense nom és present a la secció nord-oest de la vora, que s'eleva uns 4,0 km per sobre de les parts adjacents de la vora i uns 7,57 km sobre el sòl del cràter. La formació del massís no sembla ser explicable simplement sobre la base de l'esdeveniment d'impacte que va crear el cràter.

## Cràters satèl·lits
Per convenció aquests elements són identificats en els mapes lunars posant la lletra en el costat del punt central del cràter que està més proper a Zeeman.
| Zeeman | Coordenades                            | Diàmetre |
| ------ | -------------------------------------- | -------- |
| E      | 74° 12′ S, 123° 54′ O / 74.2°S,123.9°O | 29 km    |
| G      | 74° 18′ S, 107° 24′ O / 74.3°S,107.4°O | 45 km    |
| U      | 73° 48′ S, 148° 12′ O / 73.8°S,148.2°O | 26 km    |
| X      | 71° 30′ S, 138° 06′ O / 71.5°S,138.1°O | 26 km    |
| Y      | 72° 48′ S, 137° 36′ O / 72.8°S,137.6°O | 33 km    |